# Abtaf-e Sofla
Abtaf-e Sofla (em persa: ابطاف سفلي, também romanizada como Ābţāf-e Soflá; também conhecida como Ābţāf) é uma aldeia do distrito rural de Murmuri, no condado de Abdanan, da província de Ilam, Irã.
No censo de 2006, sua população era de 117 habitantes, em 23 famílias.